# 西北大学 (中国)
西北大学（英語：Northwest University，缩写为）是中华人民共和国的综合性大学之一，简称“西大”，位于中华人民共和国陕西省西安市。学校肇始于1902年创办的陕西大学堂和京师大学堂速成科仕学馆。现有长安、太白、桃园三个校区，总占地面积2360余亩。在校学生24000余人，教职员工2400余人。1978年被确定为全国重点大学。现为首批国家“双一流”建设高校，国家“211工程”建设院校、教育部与陕西省共建高校。在2018年度自然指数排行榜中，西北大学位列中国高校第50位。

## 历史沿革
西北大学肇始于1902年创建于西安的陕西大学堂与创建于北京的京师大学堂速成科仕学馆，1912年始称西北大学，1923年8月改称国立西北大学；1937年抗日战争爆发后，当时平津的三所高校国立北平大学、国立北平师范大学和国立北洋工学院，躲避战火西迁至陕西，组成国立西安临时大学，1938年改名为国立西北联合大学，1939年8月复称国立西北大学。中华人民共和国建立后，改称西北大学至今。

### 陕源：1902年-1931年
西北大学的陕源以1902年设立的陕西大学堂为开端。

#### 西北大学（1902年-1915年）
1912年张凤翙创建的西北大学肇始于1902年的陕西大学堂。陕西大学堂是中国西北地区第一所现代意义的高等学校。1905年陕西大学堂改为陕西高等学堂，后又改为陕西高等学校。1912年3月，张凤翙（时任陕西大都督，实际军政首脑）以陕西高等学校、关中法政大学、陕西农业学堂、陕西实业学堂和陕西客籍学堂为基础，在西安创建大学。初名关中大学，后改名西北大学。它是中国西北地区第一所现代意义上的大学，也是最早由中国人自行创办的大学之一。1915年春，陕西卷入军阀派系斗争，西北大学被新的陕西政府当局撤销，改为公立陕西法政专门学校。至此，西北大学在经营短短3年之后停办。根据《西北大学章程》，校址设在西安。学校分为大学部、专门部和大学预科。据今人统计，1913年7月时，在校学生总数达1800余人。西北大学的创设深受日本高等教育影响，并于1913年10月开始大量派遣留学生赴日本深造。学校办有学术期刊《学丛》，这是中国最早的大学学报之一。

#### 国立西北大学（1924年-1927年）
1924年1月，中华民国政府批准在西安创建国立西北大学。由于这是对前西北大学停办后的重建，因此陕西省政府将原陕西法政专门学校（由前西北大学改成）、水利工程专门学校、渭北水利局附设水利道路工程学校及甲种商业学校并入国立西北大学。学校于当年2月招收第一批学生，3月正式开学。1926年4月到11月，军阀刘镇华围堵西安城近8个月，国立西北大学在此期间教员和学生大量流失，经费欠缺，维持下去非常困难。接着，1927年1月大革命发展到西安，国共合作的陕西当局决定改国立西北大学为西安中山学院，此时的西安中山学院办学宗旨已经与一般大学有差距。至此，国立西北大学在经营短短3年之后又停办。1928年西安中山学院改为西安中山大学，1931年又改为陕西省立高级中学。

### 京源：1902年-1937年
西北大学的京源以國立北平大學为主线。国立西北联合大学改为国立西北大学时，组成国立西北大学的文理学院和法商学院的主体部分来自国立北平大学。

#### 法商科源流
国立北平大学肇始于1902年创立的京师大学堂速成科仕学馆和预备政科。1903年速成科和预备政科分别改为法律馆和进士馆，1906年又分别改为京师法律学堂和法政学堂，1912年此二学堂与京师财政学堂合并为北京法政专门学校，1923年又改为北京法政大学。1928年北京法政大学并入国立北平大学，改组为北平大学法学院，1934年与商学院合并为法商学院，成为国立西北大学（1939年-1950年）的法商科源头。

#### 文理科源流
国立北平大学的文理科源于1908年创办的北京女子高等师范学校。1924年北京女子高等师范学校改为北京女子师范大学。1925年发生“女师大风潮”，教育部下令解散女师大，另立国立北京女子大学，但是实际上原女师大由于部分师生的坚持，仍与女子大学并存。1928年教育部推行大学区制，包括女师大和女子大学在内的国立九校改组为国立北平大学。大学区制遭到普遍抵制，不久（1929年）即被撤销，但国立北平大学保留下来，原女师大和女子大学部分也包括在内。经过改组，原女师大划归国立北平师范大学，而原女子大学改为女子文理学院，成为国立北平大学文理科的源头。

### 京陕合流：1937年至今

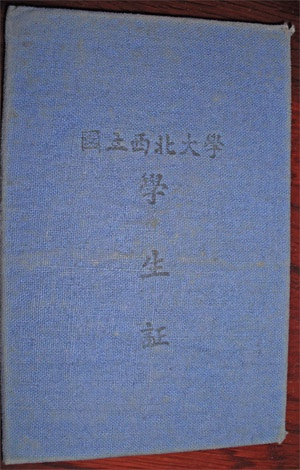
国立西北大学时期学生证

#### 国立西北联合大学（1937年-1939年）
1937年七七事变后，民国政府教育部命国立北平大学、国立北平师范大学和国立北洋工学院迁往西安，组成国立西安临时大学。1938年3月，国立西安临时大学迁往陕西城固，随后改为国立西北联合大学。1938年7月，国立西北联合大学农学院和工学院分出，分别于与他校合并组成国立西北农学院（今西北农林科技大学）和国立西北工学院（今西北工业大学）。

#### 国立西北大学（1939年-1950年）
1939年8月8日，国民政府教育部令国立西北联合大学改为国立西北大学。新的国立西北大学并不包括原西北联大的所有院系，原西北联大的师范学院分置为国立西北师范学院（今西北师范大学），原西北联大的医学院改为国立西北医学院。当时国立西北大学校舍在陕西城固，1940年4月教育部指定西安为国立西北大学永久校址。1946年国立西北大学从城固迁回西安，设址于西安城西南角抗战时期东北大学内迁时的校舍（即现在的西北大学北校区校址）。同年5月，教育部令将原国立西北医学院汉中部分重新并入西北大学，复称西北大学医学院。

#### 西北大学（1950年至今）
1950年12月，中华人民共和国政府下令去除“国立”二字，学校改名为西北大学，为中央高等教育部直属的14所综合大学之一。1958年改隶陕西省主管。在此期间，学校的医学（今西安交通大学医学院）、财经（今西安交通大学经济与金融学院）、师范（今陕西师范大学）、法律（今西北政法大学）、外语（今西安外国语大学）及民族（今西北民族大学）等院系先后被拆分或与外校院系合并组成新的独立院校。1978年被确定为全国重点大学。1981年成为全国首批有权授予博士、硕士学位的高校。现为首批国家“双一流”建设高校、国家“211工程”建设院校、教育部与陕西省共建高校。

### 京陕渊源
学校认为西北大学的历史应追溯至两个源头，陕西的陕西大学堂和北京的京师大学堂仕学馆。而这两个源头的创立时间都为1902年，因此西北大学的创建时间是1902年。此前学校以1912年第一次西北大学创建的时间为建校之始于1997年举行了85周年校庆。后来，学校将1912年创办的西北大学与1902年创办的陕西大学堂及京师大学堂仕学馆联系起来，由此西北大学的创建时间上定于1902年。

#### 陕源正朔说
官方认可本校上溯京陕两条源流，但以1902年成立的陕西大学堂及1912年后继的西北大学为本校正朔。官方认为前国立西北大学停办后，人们普遍有在西北大学创建一所国立大学的愿望，或者甚至直接要求设置新国立西北大学。
- 1941年9月1日在陕西城固出版的《西北学报》创刊号中有一篇《西北最高学府的风光》，其中说到：“......民国以来，西北大学之名数见，因政局未能统一，故屡兴屡废。至民国十六年以后，遂寂然无闻。今西北大学再生于抗战建国大时代中......”。校方认为这表明当时西北高校对陕源西北大学的认可。
- 当时国立西北大学教授黎锦熙在城固撰写的《国立西北大学校史》中，同时记述了陕源的西北大学和京源的北平大学、北平师范大学和北洋工学院的历史源流，并指出“此非但西北大学之导源，亦中国现代史上大学教育之概观也”。校方观点认为这表明国立西北大学内部对陕源西北大学的认同。
- 时任陕西省长公署秘书的张辛南在1942年6月22日的《中央日报》发表的《追忆鲁迅先生在西安》的注释中指出：“当时国立西北大学（西北大学共有三次，张翔初先生督陕时所办之西北大学为第一次，刘雪雅先生督陕时所办之国立西北大学为第二次，现在之西北大学为第三次）已告成立……”。校方观点认为这表明人们视三次西北大学为一体，无疑也是对陕源西北大学的认同。

#### 京源正朔说
1939年国民政府明令年国立西北联合大学改名为国立西北大学，校址永驻西安。这说明国立西北大学是国立西北联合大学主体部分的后继者，而非陕西大学堂和1939年前的两所西北大学直接后继。

## 校园环境
西北大学现在有三个校区，总面积2365亩，太白校区位于西安市碑林区，桃园校区位于西安市雁塔区，长安校区位于西安市长安区。三个校区之间有免费班车连接，供教师、职工及学生乘坐，班车时刻表分为夏季与冬季两版。

### 太白校区

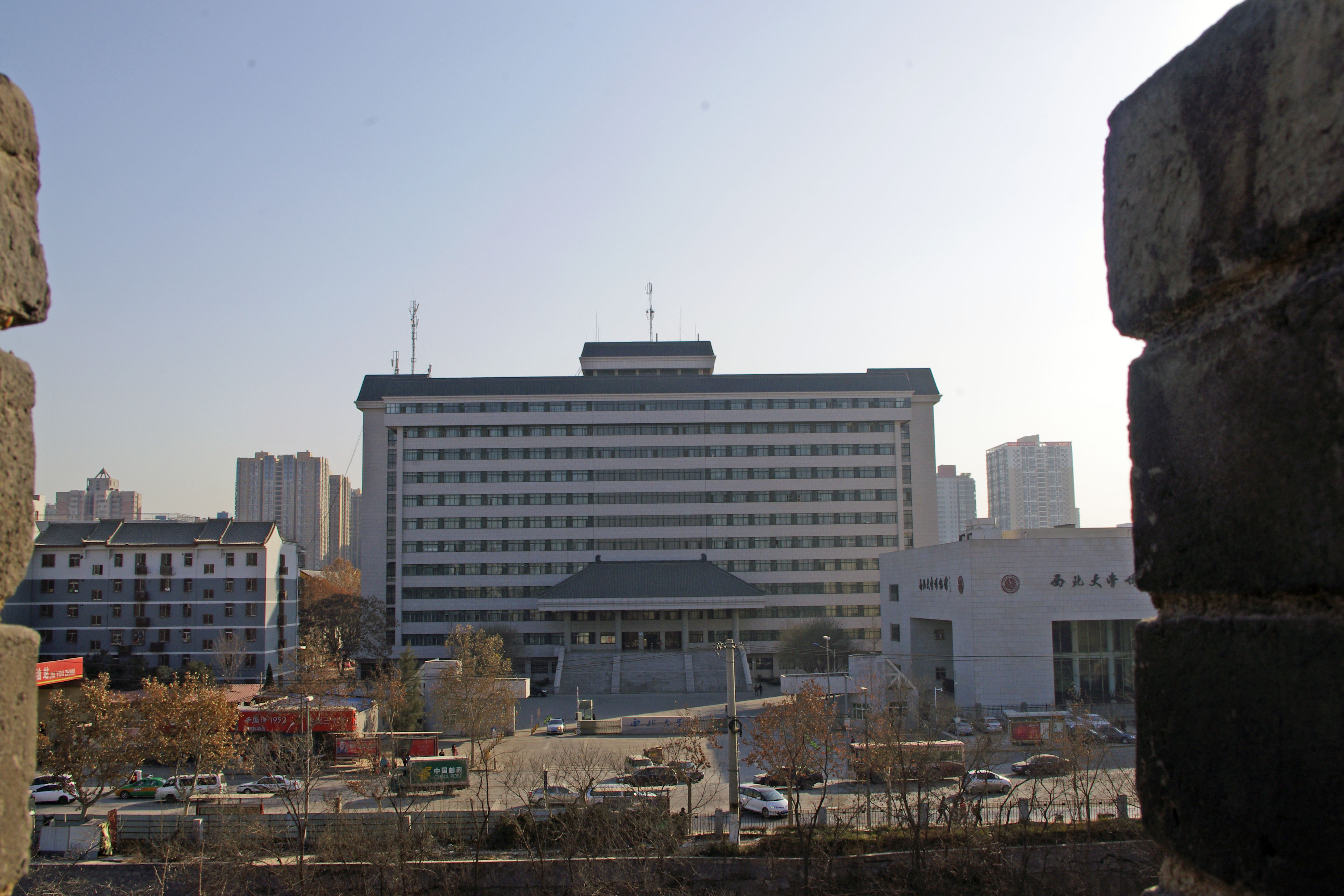
西北大学太白校区北门

太白校区位于太白北路229号，坐落于西安城墙外西南角，北临护城河和环城南路，在北校区里面可以看到西安城墙。该地原为九一八事变后流亡国立东北大学的所在地。抗战胜利后的1946年5月，国立西北大学复员西安，底定西南城角作为校区所在。
太白校区绿化较好，近年来基础设施也得到了很大改善。学校操场在2012年已经由原来的煤渣操场改建为塑胶操场。

#### 实际寺遗址
太白校区内有唐朝实际寺遗址纪念亭。实际寺始于隋朝，是隋初名臣长孙览妻子郑氏的宅院，后来改建成实际寺。唐高祖时期，三论宗的创始人吉藏居于实际寺内，吉藏的高丽弟子慧灌在公元625年去日本传教。唐高宗永徽年间，净土宗的善导来到实际寺，善导的著作陆续传至日本。鉴真亦在实际寺学习达一年之久。实际寺后毁于唐末战乱。1992年，西北大学考古发现实际寺院遗址，出土造像、碑刻与、瓷器、瓦当、壁画残片。1995年，日本佛教大学校长高桥弘次先生就是“代表该校教职员、净土宗门下45人捐资100万日元”给西北大学，用于修建唐实际寺遗址纪念亭。

#### “橘逸势勉学之地”纪念碑
校区内修建有“橘逸势勉学之地”纪念碑。纪念碑于1998年4月6日落成，但据考证橘逸势当年留学寄居于西明寺，在现西北工业大学校园内，距纪念碑不远，因为捐资者日本书道艺术研究院院长寺泽秀先生与西大有交往甚厚，并任西大名誉教授，纪念碑便立在了西大。

#### 西北大学大礼堂
西北大学礼堂是太白校区的中心，是中华民国时期东北大学流亡西安时的礼堂旧址，现为陕西省文物保护单位。
“九一八事变”后，东北大学被迫内迁，先至北平，后随张学良迁到西安。到达西安后的东北大学落脚在现在的西北大学校园，大礼堂就是在此时建造的。张学良还为东北大学在西安的校舍奠基题写了“沈阳设校，经始维艰。自九一八，惨遭摧残。流离燕市，转徙长安。勖尔多士，复我河山。”并立碑纪念，后石碑于内战中毁于国军胡宗南部队，现在的石碑是学校于1992年根据原碑的拓片重立的。礼堂周围的两排平房同样被保留下来。
礼堂现在仍然具有使用功能。该礼堂亦是“2003年西北大学日籍人员辱华事件”的发生场所。

#### 西北大学博物馆

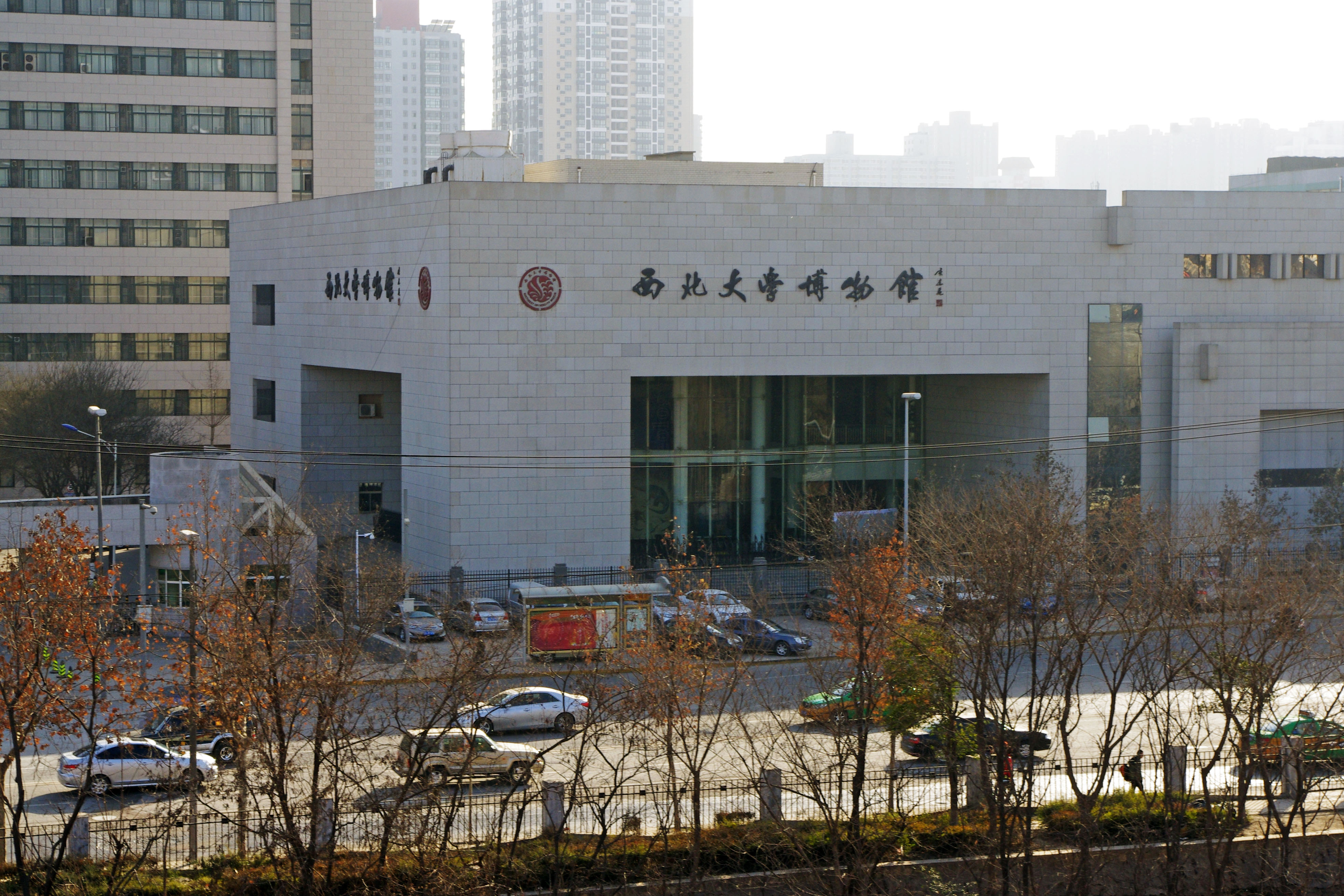
西北大学博物馆

民国三十四年（1945年），国立西北大学成立教育部西北艺术文物考察团文物室，是中国高校中成立时间较早，藏品较为丰富的历史类博物馆之一。西北大学2012年复建博物馆，设地球、生物、历史、校史四个分馆，主体为四层，地下一层，地上三层，总建筑面积16000平方米，其中陈列展厅面积5100平方米，对外开放。
截至2019年底，博物馆有藏品数量5185件套、珍贵文物105件套、陈列展览20个，展陈有遣唐使井真成墓志铭等珍贵文物。

#### 西大新村
校区西面建有职工家属区，西北大学附属小学与西北大学附属幼儿园也位于其中。

### 长安校区

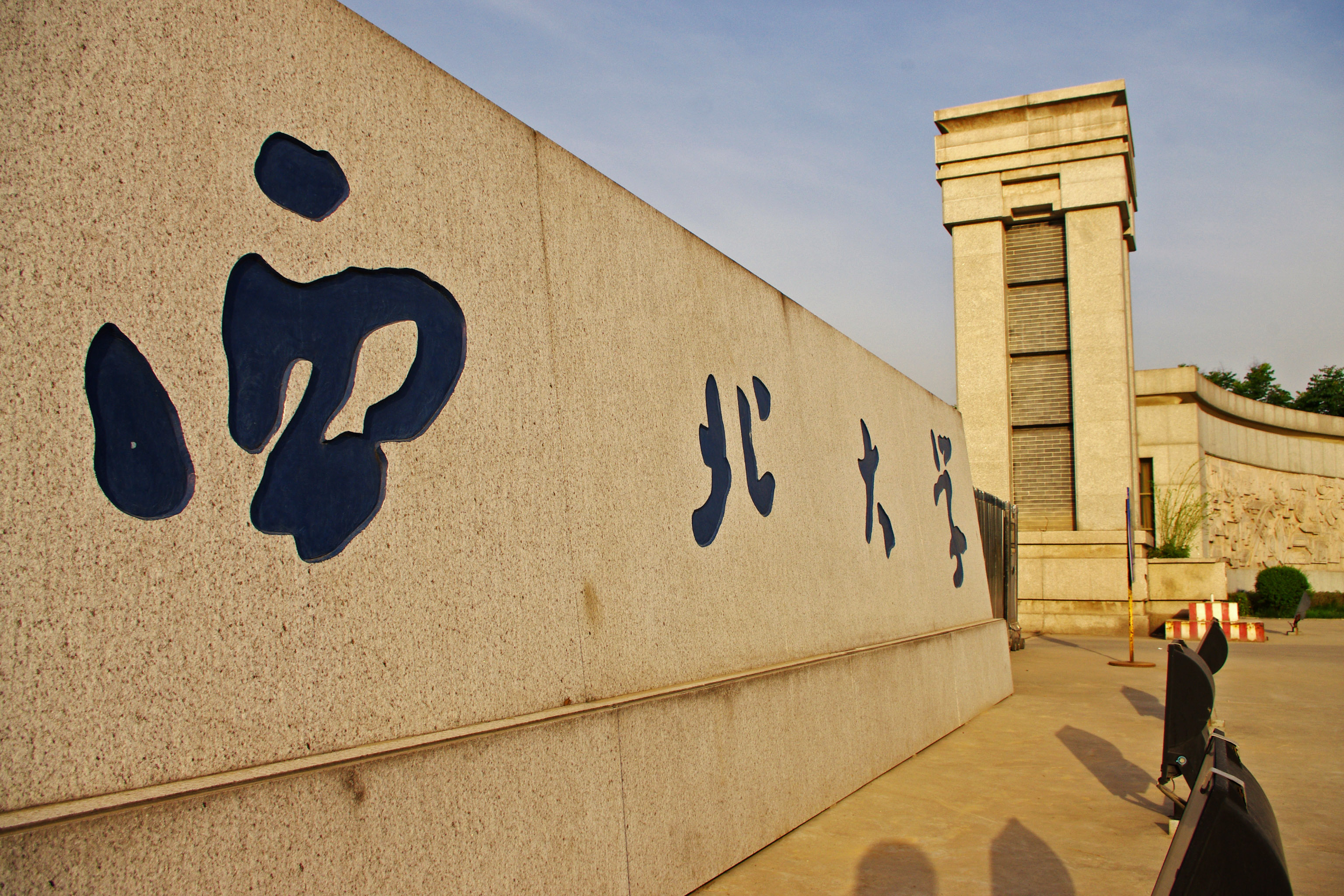
西北大学长安校区北门

长安校区位于西安市长安区郭杜街道学府大道1号，距离西安市区16公里，紧邻西安外国语大学长安校区，并与西北政法大学、西安邮电大学、陕西师范大学等高校同处西安郭杜教育科技产业开发区。于2005年左右作为新校区开始建设，如今西大绝大部分院系均播迁至该校区。
长安校区内有教学楼、图书馆、学生食堂、学生公寓、体育场等设施。
在长安校区，学校立有西北大学创始人张凤翙、水利专家李仪祉前校长和物理学家侯伯宇的塑像。
2022年西北大学建校120周年校庆时，西北大学复建了国立西北大学校门和国立西北联大照壁。

#### 长安校区图书馆

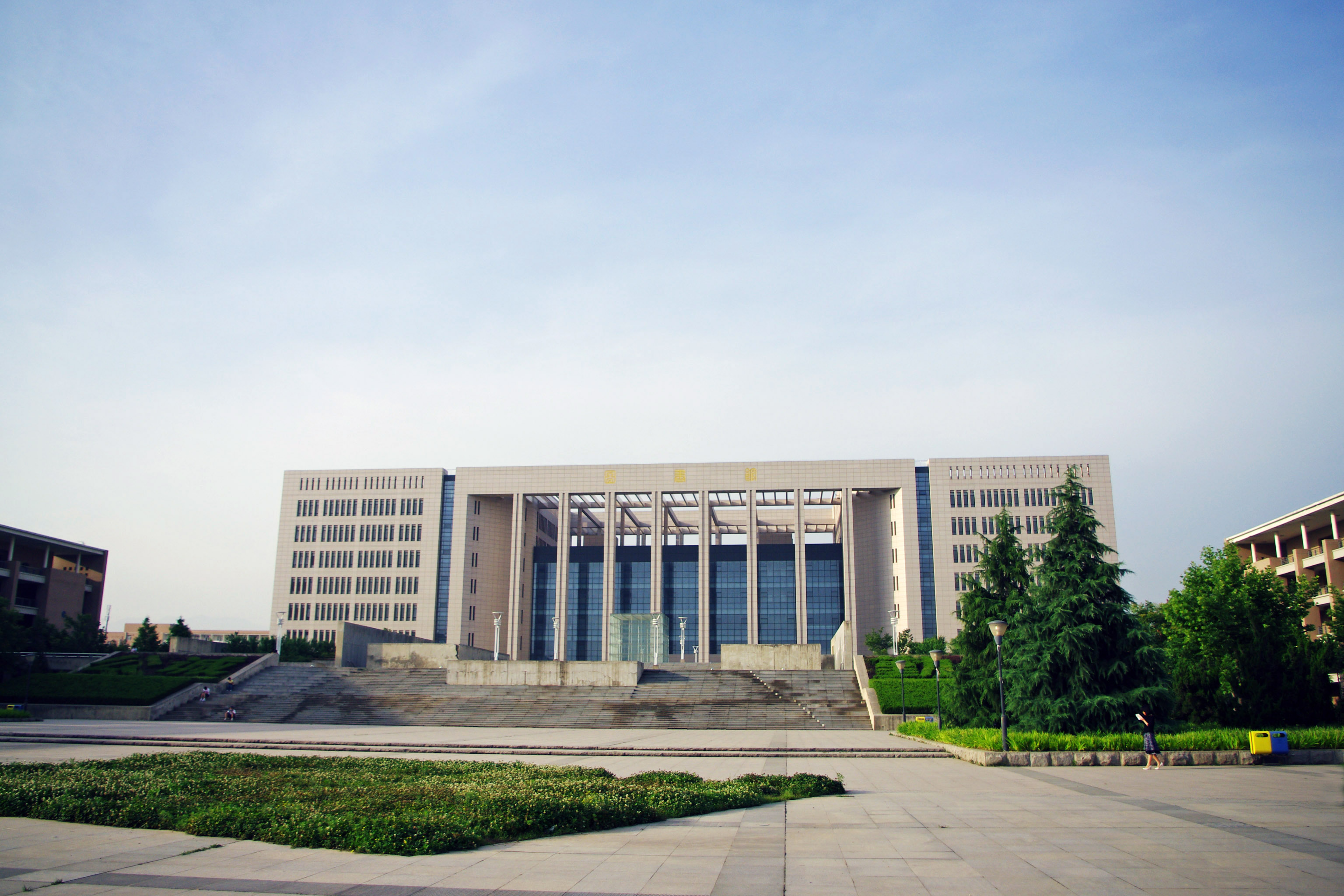
西北大学长安校区图书馆

长安校区图书馆是整个长安校区的中心，图书馆于2011年9月27日起试开馆，图书馆建筑面积3.75万平方米，设计藏书量400万册，阅览座位4200个。图书馆同时使用RFID智能图书管理系统，实现了读者自助借还。
西北大学图书馆也是第三批全国古籍重点保护单位。
馆内藏有线装古籍16万册，数量居中国西北高校之首。收藏范围除中国各朝代刻本、印本外，还有日本本、朝鲜本等，内容包括敦煌佛经写本、宋元明清刻本、明清抄本、稿本等，25部古籍入选《国家珍贵古籍名录》。

#### 长安校区体育馆
西北大学长安校区体育馆位于西北大学长安校区校园西南角。2021年举办了第十四届全运会艺术体操、蹦床正式赛及全国第十一届残运会盲人门球、硬地滚球项目比赛。。
该体育馆总建筑面积33791㎡，地下一层、地上四层，设有座位数9400余座。主馆内设有两块全彩高清LED大屏，配备满足大型赛事需要的灯光照明和音响系统、升旗和时钟系统，四周配置有运动员和裁判员休息室、会议室、安保监控室等功能用房50余间，有停车位约100个。可满足篮球、体操、蹦床、乒乓球、羽毛球、击剑等大型赛事承办需要，内场地面为活动木地板，可实现“冰篮转换”，具备承办冰雪赛事和训练的基础条件。同时该场馆可承办大型演艺活动，如今成为西北大学举办开学典礼、毕业晚会、校庆晚会等重大活动的主要场地。

### 桃园校区
桃园校区位于西安高新技术产业开发区，现在主要作软件职业技术学院、职业技术学院与西北大学附属中学使用，同时建设有学校教职员工公寓。

## 组织机构

### 历任校长[23]

#### 国立西北大学校长
- 胡庶华：1939.11-1941.2
- 陈石珍：1940.10-1942.3（代理）
- 赖琏：1942-1944
- 杨宙康：1944-1944
- 刘季洪：1944-1947
- 马师儒：1948-1948
- 杨钟健：1948-1949
- 岳劼恒：1949-1950

#### 西北大学校长
- 侯外庐：1950-1958
- 刘端棻：1959.4-1966
- 郭琦：1978.6-1982.3
- 巩重起：1982.3-1985.4
- 张岂之：1985.4-1991.8
- 郝克刚：1991.8-1995.12
- 陈宗兴：1995.12-1997.7
- 王忠民：1997.7-1999.3
- 孙勇：1999.8-2000.6（副校长代理）2000.6-2008.6（正任）
- 乔学光：2008.6-2010.12
- 方光华：2010.12-2015.3
- 郭立宏：2015.3-2023.11
- 孙庆伟：2023.11-2024.4（副校长代理）2024.4-（正任）

### 院系设置
截止2019年10月，西北大学有24个院（系）和研究生院，89个本科专业。

### 重点学科、重点实验室及人才培养基地
| - 国家重点学科 - 一级学科： - 地质学 - 二级学科： - 政治经济学 - 专门史 - 植物学 - 矿物学岩石学矿床学 - 古生物与地层学 - 构造地质学 - 地球化学 - 第四纪地质学 - 矿产普查与勘探 | - 国家重点（培育）学科 - 科学技术史 - 国家重点实验室 - 大陆动力学国家重点实验室 - 国家工程技术研究中心 - 国家微检测系统工程技术研究中心 - 国家人才培养基地 - 地质学基地 - 物理学基地 - 化学基地 - 历史学基地 - 经济学基地 - 生命科学与技术基地 - 国家大学生文化素质教育基地 |

### 附属医院

#### 直属
- 西北大学第一医院

#### 共建共管
- 西北大学附属第一医院（西安市第一医院）
- 西北大学附属医院（西安市第三医院）

## 文化传统

### 校训
| 西北大学校训 |
| ------------ |
| 公诚勤朴     |

校训是“公诚勤朴”确定于国立西北联合大学时期。现在，在西北大学太白校区西门入口不远处，有一块2002年举行“百年校庆”时树立的刻有“公诚勤朴”校训大字的石雕。

### 校庆日
目前确定的校庆日是每年的10月15日，一般每隔十周年时会举行校庆纪念，如100周年校庆、110周年校庆。
西北大学在2002年以前举行过19次校庆，校方曾以1912年作为创建年举行校庆，也有奉行1902年创办而举行校庆，还有认定1923年为建校时间举行校庆，甚至有的校庆是以1938年为建校时间。

### 校歌
1938年秋，国立西北联合大学常务委员会通过了校歌歌词，曲未谱成即逢学校改组，此后的西北大学长期没有官方校歌。
2002年8月1日，学校领导、专家和部分暑期留校学生在将征集的校歌（2首4曲）试听后，进行了投票和座谈。次日，学校正式确定了现今版本的校歌词曲，于百年校庆前夕公布。

### 体育

#### 篮球队
1996年2月，校男子篮球队赴福建、泉州，参加全国大学生男子篮球邀请赛，获“施琅杯”冠军。获“白鹭杯”季军。
1996年8月，校男子篮球队代表陕西参加第五届全国大学生运动会，获得男子甲组冠军。
1998年9月，西北大学篮球队曾获得首届“CUBA”B级北区冠军。
2000年4月，校男子篮球队赴杭州参加第二届 “CUBA”“全国大学生八强赛”，获得第六名。
2001年4月，校男子篮球队参加第三届“CUBA”，获西北赛区亚军，参加第三届“CUBA”“全国大学生八强赛”获第七名。

## 知名人士

### 西北大学教授
李仪祉、李石曾、李書華、沈尹默、高明、蕭一山、楊兆龍、陳登原、陳直、马长寿、许寿裳、馬師儒、曹靖华、黎锦熙、羅常培、侯伯宇、王戍堂、张伯声、水天同、侯外庐、张岂之、彭树智、林剑鸣、舒德干、王耀东、黄国璋、傅角今、王成组、张奠坤

### 西北大学校友
侯洵、辛周平、张曙光、张维迎、雷清夏、罗健夫、贾平凹、王岐山、冯仑、张金兰、刘昌明、牛文元、黃建新、李峰、路金波、迟子建、龚全珍、高小贤